# Al-Mansur
Abu Dżafar al-Mansur (ok. 712-775) – kalif z rodu Abbasydów, panujący w latach 754 - 775.

## Życiorys
W czasie swego panowania zbudował podstawy organizacyjne imperium abbasydzkiego. Był równocześnie okrutnym i gwałtownym władcą, czego przejawem było stracenie Abu Muslima, dzięki któremu Abbasydzi zdobyli władzę. Był bratem pierwszego abbasydzkiego kalifa Abu al-Abbasa.
W 762 przeniósł stolicę kalifatu do Bagdadu.
Jego matka była Berberką.